# أحكام القرآن (الجصاص)
أحكام القرآن كتاب تفسير فقهي للقرآن الكريم حسب المذهب الحنفي من تأليف أبو بكر الجصاص، استنبط مؤلفه من آيات الأحكام، مع ذكر اختلاف العلماء، ثم ينبسط في ذكر الأدلة بتوسع من الكتاب والسنة واللغة العربية والنظر.
والكتاب يجمع المسائل أدلة الأحناف فيها، وناقش أدلة المخالفين وفندها، وبين وهنها مع ثبوت بعضها، والكتاب أبرز الفقه الحنفي من خلال كتابه، وسد ثغرة للأحناف في هذا الباب.
وامتاز الكتاب بعدة مزايا، استيعابه لآيات الأحكام، حيث تعرض في كتابه لهذه الآيات، فبين خلاف السلف فيها، يبين خلاف العلماء في أحكام الآيات، ويذكر أدلة كل فريق، يذكر الأحاديث والآثار غالباً بالأسانيد، ويتكلم على بعضها.
إن مؤلف هذا الكتاب كان إمام الحنفية في زمانه. أفرد فيه آيات الأحكام في القرآن الكريم، واستخرج منها ما يستفاد من أحكام فقهية مستندًا إلى الآيات الأخرى والأحاديث النبوية وأسباب النزول، إضافة إلى آراء الفقهاء وأصحاب المذاهب. وهذا العلم يندرج تحت التفسير الفقهي للقرآن الكريم.

## التعريف بالمؤلِّف
الإمام أبو بكر الجصاص صاحب أحكام القرآن له شأن في زمانه وبين أقرانه، وقد أفردتْ له كتب التراجم مساحة وافية للتّعريف به، وبشيوخه وتلاميذه وبنتاجه العلمي، وبيان ذلك فيما يأتي:
هو أحمد بن علي، أبو بكر الرازي إمام كبير الشأن، والجصّاص لقب له. كان مشهوراً بالزهد، ومعروفاً بالورع، ودرس الفقه بين يد أبي الحسن الكرخي، وانتهت إليه الرئاسة فيه، حتى رحل إليه طالبو علم الفقه، وامتنع في أن يلي قضاء القضاة. استقر التدريس ببغداد له، إذ كان قد دخلها سنة خمس وعشرين وثلاثمائة هجرية، ثم خرج إلى الأهواز، ثم عاد من جديد إلى بغداد، وبعدها خرج إلى نيسابور مع الحاكم النيسابوري، ثمّ عاد إلى بغداد سنة أربع وأربعين وثلاثمائة.
تفقّه على يديه أبو بكر الخوارزمي، وأبو عبد الله الجرجاني، وأبو الفرج المعروف بابن المسلمة، وابن أحمد النسفي، وغيرهم كثير. له مصنفاتٌ كثيرة مشهورة، منها: أحكام القرآن، وشرح مختصر شيخه أبي الحسن الكرخي، وشرح مختصر الطحاوي، وشرح الأسماء الحسنى، وله مصنّف في أصول الفقه. توفي في السابع من شهر ذي الحجة، سنة سبعين وثلاثمائة هجرية عندما كان عمره خمس وستين سنة.

## في مقدمة الكتاب
قال أبو بكر أحمد بن علي الرازي قد قدمنا في صدر هذا الكتاب مقدمة تشتمل على ذكر جمل مما لا يسع جهله من أصول التوحيد وتوطئة لما يحتاج إليه من معرفة طرق استنباط معاني القرآن واستخراج دلائله وإحكام ألفاظه ومما تتصرف عليه أنحاء كلام العرب، والأسماء اللغوية والعبارات الشرعية إذ كان أولى العلوم بالتقديم معرفة توحيد الله وتنزيهه عن شبه خلقه وعما نحله المفترون من ظلم عبيده، والآن حتى انتهى بنا القول إلى ذكر أحكام القرآن ودلائله والله نسأل التوفيق لما يقربنا إليه...

## موضع كتابه بين كتب أحكام القرآن[4]
كتاب أحكام القرآن للجصاص ليس الأول في هذا الباب، بل سبقه علماء إلى هذا الفن والكتابة فيه، لكن كتاب الجصاص امتاز بقوة استنباط مؤلفه من آيات الأحكام، مع ذكر اختلاف العلماء، ثم ينبسط في ذكر الأدلة بتوسع من الكتاب والسنة واللغة العربية والنظر، مع ما أمتاز به مؤلفه عن عقلية فذة وبراعة تامة في توجيه الأدلة، مما لا تجده عند غيره.
- مع أن مكانة كتابه قد لا تتبين من خلال الكتب التي جاءت بعده؛ لعدة أمور منها:

1 ـ قلة انتشار الكتاب.
2 ـ تعصبه لمذهبه واستطراده له.
ومع ذلك، فإن الكتاب قد جمع في المسائل التي حواها وناقشها أدلة الأحناف فيها؛ حتى إنك لا تتعداه إلى غيره، وناقش أدلة المخالفين وفندها، وبين وهنها مع ثبوت بعضها، هذا يتبين من خلال هذه الرسالة في الباب الثاني. والكتاب أبرز الفقه الحنفي من خلال كتابه، وسد ثغرة للأحناف في هذا الباب.
- وامتاز الكتاب بعدة مزايا:

1 ـ استيعابه لآيات الأحكام، حيث تعرض في كتابه لهذه الآيات، فبين خلاف السلف فيها.
2 ـ يبين خلاف العلماء في أحكام الآيات، ويذكر أدلة كل فريق.
3 ـ يذكر الأحاديث والآثار غالباً بالأسانيد، ويتكلم على بعضها.
4 ـ جمع أدلة الأحناف وحاول استيعابها؛ حتى إنك لا تتعداه إلى غيره في جمع أدلة الأحناف، وناقش كذلك أدلة المخالفين وفندها، وهذا في كل مسألة غالباً.
ومع هذا كله استفاد منه بعض المفسرين، حيث اعتمدوا على كتابه أو نقلوا منه فممن اعتمدوا عليه ونقلوا عنه منهم:
1 ـ الكيا الهراس في أحكام القرآن.
2 ـ الفخر الرازي في التفسير الكبير.
3 ـ ابن العربي المالكي، في كتابه «أحكام القرآن».
4 ـ القرطبي في الجامع لأحكام القرآن.
5 ـ وابن حجر العسقلاني في فتح الباري.
6 ـ والسيوطي في «الإكليل في استنباط التنزيل».
7 ـ والشوكاني في نيل الأوطار.

## آراء الباحثون والمفسرون في المُؤلَّف
كتاب أحكام القرآن للجصاص من الكتب المدرجة في المكتبة الإسلامية ضمن موضوعات تفسير القرآن الكريم وعلومه، وقد أخذ المؤلَّف حظّاً وافراً من البحث والدراسة، لا سيما في منهج الجصّاص، وآراء الباحثين فيه، وفيما يأتي خلاصة ما ذهب إليه صاحب كتاب التفسير والمفسرون
يَنظُر الباحثون المختصّون بمناهج المفسرين إلى كتاب «أحكام القرآن» للجصّاص على اعتبار أنّه واحد من أهم كتب التفسير الفقهي، وهو مصنّفٌ مختصٌّ بالآيات التي لها تعلق بالأحكام دون غيرها، فهو يعرض سور القرآن الكريم جميعها مع الوقوف عند آيات الأحكام فيها، ويجد المستقرئ له أنّه مصنّف مبوب كتبويب المصنفات الفقهية، وكلّ باب من أبوابه يُعنوَن بعنوان تندرج فيه المسائل التي سيبيّنها المؤلف في هذا الباب، وللمؤلَّف قيمة خاصة عند أتباع المذهب الحنفي أكثر من غيرهم، لأنّه يتبنّى مذهبهم كمنهج عام في بيان الرأي في المسائل الفقهية، فضلاً عن أنّ الإمام الجصّاص تولّى الترويج والدفاع عن المذهب الحنفي في ثنايا كتابه. اعتمد الإمام الجصّاص الاستطراد في كثير من المسائل الفقهية؛ فيعرض اختلاف الآراء الفقهية وأدلّة كلّ منها بتوسّع، ولا يقتصر في تفسيره على ذكر الأحكام التي يمكن أن تُستنبط من الآيات، بل إنّه أحياناً يتجاوز حدود المسألة الفقهية المطروحة بالبحث إلى غيرها، مما جعل بعض الباحثين يشبّه كتابه بكتب الفقه المقارن، فعلى سبيل المثال: عند عرضه لقول الله -تعالى-: (وَبَشِّرِ الَّذِينَ آمَنُوا وَعَمِلُوا الصَّالِحَاتِ أَنَّ لَهُمْ جَنَّاتٍ تَجْرِي مِن تَحْتِهَا الْأَنْهَارُ ۖ كُلَّمَا رُزِقُوا مِنْهَا مِن ثَمَرَةٍ رِّزْقًا ۙ قَالُوا هَـٰذَا الَّذِي رُزِقْنَا مِن قَبْلُ) يستطرد بعرض مذهب الحنفية في مسألة وضع شرط على نفسه بعتق العبد الذي يبشره بشيء ما، والذي ينص على أنّ أول واحد ينقل الخبر يُعتق دون غيره، حتى إن بشروه آخرين بعد الأول.
من المآخذ التي سجّلها الباحثون على منهجه في كتابه ظهور تعصّبه للمذهب الحنفي، حتى وُصِف بالتّعسف في تأويل بعض الآيات لتوافق مذهبه، أو أنْ يقلّل من أهمية دلالتها على المعنى المراد عند من يعتمدها دليلاً من مخالفيه في المذهب الفقهي، ففي قول الله -سبحانه-: (وَإِذَا طَلَّقْتُمُ النسآء فَبَلَغْنَ أَجَلَهُنَّ فَلاَ تَعْضُلُوهُنَّ أَن يَنكِحْنَ أَزْوَاجَهُنَّ) يحاول الجصّاص جاهداً في الاستدلال بالآية من وجوهٍ مختلفة على جواز أن تعقد المرأة على نفسها بغير إذن الولي وبدونه.
سجّل الباحثون في مناهج التفسير على الجصّاص تأثره بقناعات المعتزلة وآرائهم في أكثر من موقف في تفسيره؛ فعند تعرّضه لقول الله -عز وجل-: (لاَّ تُدْرِكُهُ الأبصار) يظهر موقفه جلياً في موافقته لمذهب المعتزلة في مسألة رؤية الله -سبحانه-؛ فيقول: «مَعْنَاهُ: لَا تَرَاهُ الْأَبْصَارُ، وَهَذَا تَمَدُّحٌ بِنَفْيِ رُؤْيَةِ الْأَبْصَارِ كَقَوْلِهِ -تَعَالَى- (لا تَأْخُذُهُ سِنَةٌ ولا نوم)، وَمَا تَمَدَّحَ اللَّهُ بِنَفْيِهِ عَنْ نَفْسِهِ فَإِنَّ إثْبَاتَ ضِدِّهِ ذَمٌّ وَنَقْصٌ فَغَيْرُ جَائِزٍ إثْبَاتُ نَقِيضِهِ بِحَالٍ»، ويؤكّد تأثره بالمذهب المعتزلي أنّه أجاز تأويل النّظر الوارد في قوله -سبحانه-: (إِلَى رَبِّهَا نَاظِرَةٌ) بالانتظار والعلم؛ فتراه يقول: «النَّظَرَ مُحْتَمِلٌ لِمَعَانٍ: مِنْهُ انْتِظَارُ الثَّوَابِ كَمَا رُوِيَ عَنْ جَمَاعَةٍ مِنْ السَّلَفِ؛ فَلَمَّا كَانَ ذَلِكَ مُحْتَمِلًا لِلتَّأْوِيلِ لَمْ يَجُزْ الِاعْتِرَاضُ عليه بلا مسوغ لِلتَّأْوِيلِ فِيهِ وَالْأَخْبَارُ الْمَرْوِيَّةُ فِي الرُّؤْيَةِ، إنَّمَا الْمُرَادُ بِهَا الْعِلْمُ لَوْ صَحَّتْ، وَهُوَ عِلْمُ الضَّرُورَةِ الَّذِي لَا تَشُوبُهُ شُبْهَةٌ وَلَا تَعْرِضُ فِيهِ الشُّكُوكُ، لِأَنَّ الرُّؤْيَةَ بِمَعْنَى الْعِلْمِ مَشْهُورَةٌ فِي اللُّغَةِ».